# 孫瑞璜
孫瑞璜（1900年—1980年），江苏崇明縣人，中國銀行界人士。

## 生平
孫瑞璜1921年毕业于清华大学，赴美国留学，先后获纽约大学学士、哥伦比亚大学硕士。1930年3月起在上海的銀行界任職。上海戰役後，孫瑞璜留在上海，擔任中国人民银行上海市分行储蓄处处长、副行长等职。历任第七届上海市人大代表、上海市工商业联合会执行委员、民建上海市委委员、民建中央委员。